# Чуркін Михайло Васильович
Михайло Васильович Чуркін (рос. Чуркин Михаил Васильевич; нар. 1911, Москва, Російська імперія — пом. 1989, Москва, РРФСР) — радянський футбольний тренер. Один з перших тренерів радянського футболу.

## Кар'єра тренера
Тренерську діяльність розпочав до початку Радянсько-німецької війни. Спочатку тренував юнацьку команду московського «Динамо», а в 1940 році очолив мінське «Динамо». У 1941 році тренував білоруський клуб.
По завершенні Другої світової війни повернувся на тренерську роботу. У 1944 році знову працював з юнацьким складом московського «Динамо». У 1946 році спочатку допомагав тренувати московське «Торпедо», а з серпня 1946 до кінця 1957 року тренував «Крила Рад» (Молотов). Потім працював у бакинському «Нафтовик» та московський «Серп і Молотов». З 1957 по 1958 рік очолював «Хімік» (Ярославль). У 1960 році зайняв посаду головного тренера запорізького «Металурга», а серпні 1961 року перейшов на аналогічну посаду в миколаївський «Суднобудівник». У 1964—1965 роках тренував «Хімік» (Новомосковськ). У 1969 році приєднався до тренерського штабу «Шинника» (Ярославль), в якому працював до 1970 року на посаді технічного директора клубу.
Помер у січні 1986 року в Москві у віці 79 років.

## Досягнення

### Як тренера
«Металург» (Запоріжжя)
- Чемпіонат УРСР
  -  Чемпіон (1): 1960